# Be Music, Night
Be Music, Night  ist ein Musikalbum des Peter Brötzmann Chicago Tentet Featuring Mike Pearson. Die im November 2004 im Wall to Wall Studio in Chicago entstandenen Aufnahmen erschienen 2005 auf Okka Disk.

## Hintergrund
Peter Brötzmanns Chicago Tentet bestand 2004 aus den vier Holzbläsern Brötzmann, Mats Gustafsson, Ken Vandermark und Joe McPhee (letzterer an Altsaxophon und Trompete) sowie Jeb Bishop an der Posaune. Hinzu kamen Fred Lonberg-Holm am Cello, Kent Kessler am Bass und das Schlagzeugduo Paal Nilssen-Love und Michael Zerang. Außerdem trat Mike Pearson als Rezitator auf, da sich Be Music, Night um die Gedichte von Kenneth Patchen bewegt und als eine Hommage an sein Werk verstand.

## Titelliste
- Peter Brötzmann's Chicago Tentet: Be Music, Night (Okka Disk OD12059)[1]

1. Part 1 (Peter Brötzmann, Fred Lonberg-Holm’s Lightbox Orchestra) 12:40
2. Part 2 (Peter Brötzmann) 41:36
3. Part 3 (Peter Brötzmann) 10:53

## Rezeption
Nach Ansicht von Grego Edwards, der Be Music, Night in All About Jazz rezensierte, habe Peter Brötzmanns Chicago Tentet einige der besten Avantgarde-Improvisatoren aus Chicago und Europa vereint. Für eine logistisch und musikalisch so komplexe mehrköpfige Band würde sie auf ein recht langes und bedeutendes Bestehen zurückblicken. Es dürfte nicht überraschen, dass die persönlichen Abstraktionen von Kenneth Patchen und die ebenso persönlichen Abstraktionen der Bandmitglieder – kollektiv und individuell – sehr gut zusammenpassen. Wie alles bei Tentet sei es anspruchsvolle Avantgardemusik, die sich überhaupt nicht als Hintergrundmusik eigne. Man müsse sie aufmerksam hören, sonst bilde sie einen verwirrenden Gegenpol zu den alltäglichen Sorgen. Sie würde nicht alltäglich klingen, sondern jenseits des Alltäglichen gedacht. „Es ist Musik der Nacht, jener besonderen Qualität der Nacht, in der die Zeit stillsteht und die Dunkelheit den Ort abwechselnd verschärft und verdunkelt, der Nacht, die ihre besondere Gabe dem Klang, dem poetischen Klang, vorbehalten hat. Der besonderen Klänge der Nacht. Der Klang des Tentet. Der Klang von Patchens Worten“.